# 谢尔河畔朗贡
谢尔河畔朗贡（法語：Langon-sur-Cher，法語發音：[lɑ̃ɡɔ̃ syʁ ʃɛʁ]；2017年之前名为朗贡 (Langon)）是法国卢瓦-谢尔省的一个市镇，位于该省东南部，属于罗莫朗坦朗特奈区。

## 地理
谢尔河畔朗贡（47°17'4"N, 1°49'37"E）面积38.82 平方千米，位于法国中央-卢瓦尔河谷大区卢瓦-谢尔省，该省份为法国中北部省份，北起厄尔-卢瓦省，东北接卢瓦雷省，东南接谢尔省，南至安德尔省，西南接安德尔-卢瓦尔省，西北接萨尔特省。
与谢尔河畔朗贡接壤的市镇（或旧市镇、城区）包括：谢尔河畔沙特尔、谢尔河畔梅讷图、谢尔河畔圣于连、圣卢、塞勒圣但尼、谢尔河畔自由城、维勒埃尔维耶。

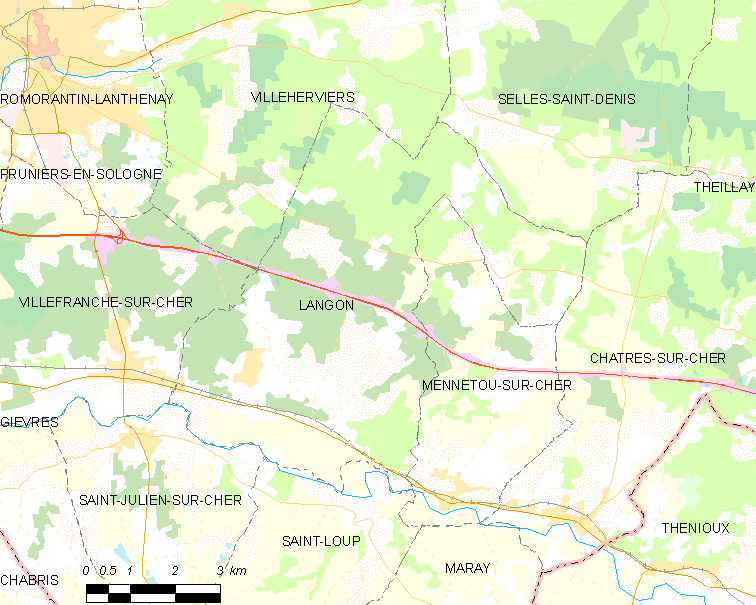
谢尔河畔朗贡的OSM定位图

谢尔河畔朗贡的时区为UTC+01:00、UTC+02:00（夏令时）。

## 行政
谢尔河畔朗贡的邮政编码为41320，INSEE市镇编码为41110。

## 政治
谢尔河畔朗贡所属的省级选区为谢尔河畔塞勒县。

## 人口

1962-2008年间谢尔河畔朗贡人口变化图示

谢尔河畔朗贡于2022年1月1日时的人口数量为826人。